# Згориградска катастрофа
Згориграската катастрофа на 1 май 1966 година е най-тежката производствена авария в историята на България. Скъсването на дига на минно хвостохранилище над врачанското село Згориград предизвиква наводнение, заляло селото и град Враца. По официални данни в катастрофата загиват 118 души, но действителният брой на жертвите се оценява на около 500.

## Предистория
Згориградската катастрофа е резултат от срутване на едно от основните съоръжения на Мина „Плакалница“. Тя е предприятие за добив на оловно-цинкова руда, чието промишлено разработване започва през 1902 година. След изчерпването на първоначалния рудник „Плакалница“ в землището на село Елисейна, започва разработването на втори рудник („Свети Седмочисленици“, преименуван през 1957 година на „Мир“), разположен в землището на Згориград, на 2 километра северозападно от рудник „Плакалница“.
През януари 1960 година при новия рудник е открита флотационна фабрика „Георги Димитров“. Малко след това към нея е изградено временно хвостохранилище с каменнонасипна стена висока 12 метра, което при планирания капацитет на фабриката от 500 тона руда дневно трябва да се запълни за 7 – 8 години. Капацитетът на фабриката обаче е постоянно увеличаван и към 1964 година тя вече обработва към 1000 тона дневно. Още през 1962 година започва проектиране на разширение на хвостохранилището, но строителни работи започват едва през март 1965 година, след като първоначалният обем е вече запълнен. При започналото изграждане на разширението не е изпълнен основен елемент на проекта – отбивен канал по десния скат, който да отведе външните води от хвостохранилището, така че те да се влеят в реката под него.
Междувременно през 1964 година, за да не спре мината работа, ръководството ѝ започва по своя инициатива и без строително разрешение да надгражда стената на съществуващото хвостохранилище, при което е затрупан първоначално предвидения утайник. То е ръководено от главния инженер на флотационната фабрика Коста Гърков, който няма специална подготовка по хидротехническо строителство. Самият строеж също е извършен от служители на мината без опит в строителството на подобни съоръжения. След завършването на работите през май 1965 година Гърков и негови сътрудници получават премия от 500 лева за извършената от тях „рационализация“.
През лятото на 1965 година Комитетът по химия и металургия е информиран за критичното състояние на хвостохранилището. По негова поръчка руският инженер Павел Евдокимов инспектира хвостохранилищата в страната и на 3 юли представя доклад с констатации и препоръки. В него хвостохранилището в Згориград е посочено като пример за съоръжение в критично състояние, което при проливни дъждове би довело до катастрофа с многобройни жертви. Като краткосрочна мярка той препоръчва спешно отвеждане на външните води, за да се предотврати вливането им в чашата на хвостохранилището. Комитетът се задоволява с това да препрати препоръките до ръководството на Обогатителната фабрика Георги Димитров, което се отнася скептично към тях и не предприема никакви мерки.

## Ход на бедствието
В продължение на няколко дни – от 27 до 30 април 1966 година – във водосбора на хвостохранилището падат проливни дъждове, като дебитът на вливащите се в него води достига 6 – 8 m³/s, докато капацитетът на колекторите, през които се излива водата, е само 2 m³/s. Така хвостохранилището започва да се запълва, а то по начало не е оборудвано с преливници, през които водата да може безопасно да прелее. При започналото към 8 часа сутринта преливане водата изравя улей с ширина 4 – 5 метра, който от своя страна предизвиква разрушаването на добавената през 1964 година надстройка. Към обяд се скъсва и основната каменнонасипна стена. През цялата сутрин никой не забелязва развиващата се авария, тъй като персоналът на фабриката е откаран във Враца, за да участва в първомайската манифестация, редовно пропагандно събитие, организирано от режима.
След скъсването на стената село Згориград, а след това и части от Враца (югозападните квартали по бреговете на река Лева, заедно с центъра на града) са залети от 450 000 m³ маса от вода, кал, камъни, дървета с отровни утайки от тежки метали и цианиди.
По официални данни в катастрофата загиват 118 души, но според по-късно оценки режимът се опитва да омаловажи събитието, а действителният брой на жертвите е около 500 загинали и 2000 ранени, без да се отчитат по-късните жертви от отравяне със съдържали се в хвостохранилището химикали. Броят на жертвите би бил значително по-голям, но по време на аварията повечето жители на Згориград са откарани във Враца за първомайската манифестация. Отново по официални данни бедствието унищожава 156 сгради, а материалните щети се оценяват на 1,16 милиона лева (1,87 милиона евро от 2015 година).
Сред жертвите на катастрофата е палеонтологът Юли Стефанов, който е на разходка в пролома с майка си и леля си.

## Последици
Згориградската катастрофа не е отразена от контролираните от комунистическия режим медии в страната, което предизвиква множество противоречиви слухове за събитието. Властите се опитват – успешно според собствените им оценки – да представят случая като природно бедствие. Въпреки това, те предприемат известни мерки за ревизиране на състоянието на множество язовири и хвостохранилища и за подобряване на тяхната безопасност.
За аварията е проведено следствие и през 1967 година са осъдени четирима души – на 12 години затвор главният инженер на флотационната фабрика Коста Гърков и главният инженер на Управление „Цветна металургия и рудодобив“ в министерството, на 10 години затвор началникът на хвостохранилището Кирил Лилов и на 5 години затвор началникът на рудник „Мир“ Краю Сираков. И четиримата осъдени са амнистирани с решение на Политбюро от 30 юли 1969 година, по повод 25-ата годишнина от Деветосептемврийския преврат.